# Portville (pueblo)
Portville es un pueblo ubicado en el condado de Cattaraugus en el estado estadounidense de Nueva York. En el año 2000 tenía una población de 3.952 habitantes y una densidad poblacional de 42.8 personas por km².

## Demografía
Según la Oficina del Censo en 2000 los ingresos medios por hogar en la localidad eran de $37,284, y los ingresos medios por familia eran $41,270. Los hombres tenían unos ingresos medios de $34,279 frente a los $23,494 para las mujeres. La renta per cápita para la localidad era de $18,043. Alrededor del 10.4% de la población estaban por debajo del umbral de pobreza.